# Folc V d'Anjou
Folc V d'Anjou dit “el Jove” fou comte d'Anjou, de Tours, de Maine i rei de Jerusalem - com a Folc I - del 1131 al 1143, com a fill i successor de Folc IV el Tauró el 1109.

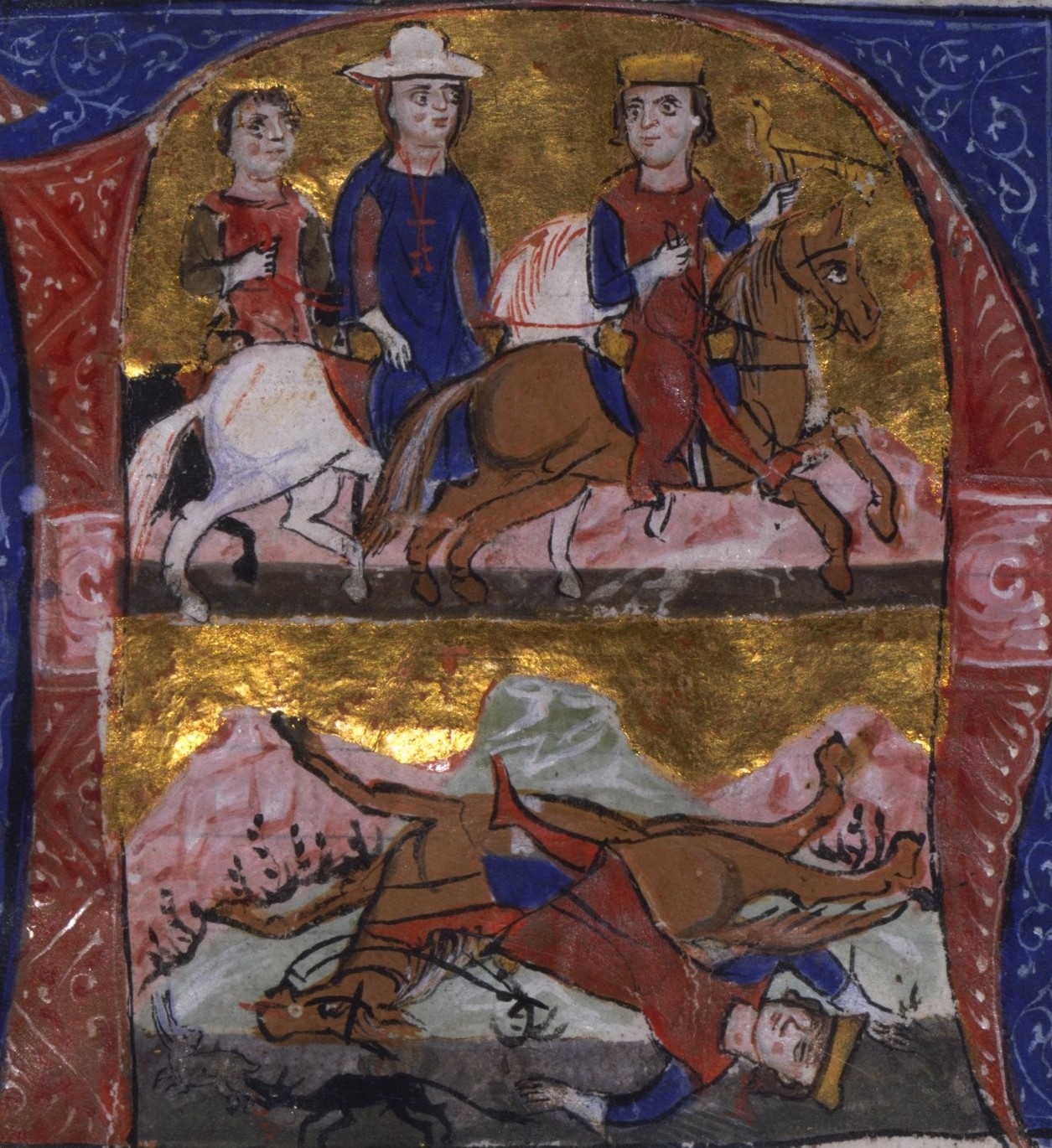
Mort de Folc en caure del cavall, per Guillem de Tir

El primer que va fer quan va arribar en arribar al poder del comtat d'Anjou fou assegurar-se la submissió del senyor d'Amboise; després va ocupar l'Île Bouchard el 1109 i Brissac el 1112. Des del 1113 es va aliar a Enric I d'Anglaterra i Normandia i el 1114 el va ajudar a dominar un vassall rebel al Perche. El 1116 es va tornar a aliar a França i va fer algunes conquestes a Normandia i entre elles el desembre de 1118 el castell d'Alençon; al mateix temps també va ocupar Montbazon el 1118. El 1119 va tornar a l'aliança anglesa.
El 1120 va peregrinar a terra Santa i en tornar, i havent mort Guillem Adelin, l'hereu d'Enric I va fer aliança amb el rei de França. El 1124 va ocupar Montreuil-Bellay. Es va casar amb Ermengarda, filla i hereva del comte Elies del Maine. Al morir el rei Enric V d'Alemanya, la vídua Matilde, hereva de Normandia i Anglaterra, es va casar amb Jofré, fill de Folc V, originant la dinastia dels Plantagenet.
El 1129, Folc va abdicar i renunciar a les seves possessions franceses d'Anjou, Maine i Turena en favor del seu fill Jofré V d'Anjou i es va casar amb l'hereva de Jerusalem Melisenda, filla de Balduí II de Jerusalem. El 1131, en morir Balduí, heretà el regne de Jerusalem, on se'l va conèixer com a Folc d'Anjou. Com a rei, va solucionar un litigi sobre el principat d'Antioquia i més tard va combatre Hug II de Jaffa, l'amant de la seva dona.
El 1137, es va aliar amb els romans d'Orient contra Imad al-Din Zengi I de Mossul i va ajudar Damasc a resistir Zengi, aixecant el setge que Muín-ad-Din Únur estava patint a Homs, i sent derrotat en la batalla de Ba'rin. Va ordenar la construcció de la fortalesa anomenada Krak de Moab, que defensava el sud del regne.
Va morir el 1143 en caure d'un cavall i el va succeir el seu fill Jofré V d'Anjou al Comtat d'Anjou i per Melisenda de Jerusalem i Balduí III de Jerusalem al Regne de Jerusalem.
| Precedit per: Elies I | Comte del Maine 1110 - 1126 | Succeït per: Jofré V |